# 一个马来西亚发展有限公司丑闻

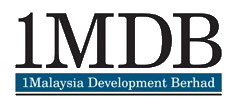
一马公司标志

一个马来西亚发展有限公司丑闻（英語：1Malaysia Development Berhad scandal）， 简称“一马公司丑闻”（1MDB scandal），是指一宗非法盗用一马公司大笔资金和牵涉国家政治的贪污丑闻。这宗丑闻也是导致马来西亚在2018年大选政权交替的一个主要因素。
2015年，马来西亚首相纳吉·阿都拉萨遭《砂拉越报告》和美国《华尔街日报》指控，将马来西亚政府管辖的一马公司资金转入他的个人银行户口，涉及金额超过26.7亿令吉（近7亿美元）。事件被揭发后，随即激起马来西亚人民的批评声浪，其中马哈迪·莫哈末在未回任首相之前曾带头呼吁纳吉辞职，而当时的人民公正党实权领袖安华·依布拉欣也公开质疑一马公司的财务。根据一马公司公开提交的帐户报告，该公司累计了将近420亿令吉（117.3亿美元）的债务，当中一部分是于2013年由高盛公司牵头發行和由国家担保的30亿美元债券，传媒也报道高盛公司从这笔交易中赚取高达3亿美元费用，不过该公司反驳了这项报道。马来西亚统治者会议则认为，此问题将引发马来西亚的信任危机，并呼吁当时的政府应尽速完成调查。
2018年马来西亚大选，纳吉·阿都拉萨领导的国民阵线无法继续获得选民支持而败北，马哈迪·莫哈末领导的新政府上台后则表示将有足够的证据重新调查一马公司丑闻。大选后的数月内，马来西亚政府先是禁止纳吉出境，后搜查与他有关联的住宅，充公了大量现金和贵重物品，亦将他提控上庭，罪名包括失信、洗黑钱和滥用权力。另外，有关当局亦指控案件的另一名关键人物——商人刘特佐犯下洗黑钱罪行，并对他发出全球通緝令。2020年7月28日，吉隆坡高等法庭宣判，纳吉涉及一马弊案的SRC洗钱案7项指控全部成立，判处监禁12年和罚款2亿1,000万令吉，若无法缴付罚款则加监5年。联邦法院于2022年8月23日维持了对他的定罪。纳吉目前在加影监狱服刑。
针对一马公司丑闻，美国司法部表示愿与马来西亚当局合作，继续对一马公司进行调查。美国司法部之前在调查后曾指控刘特佐及其同谋涉及盗用一马公司资金超过45亿美元，亦称此案牵连来自马来西亚、沙特阿拉伯和阿拉伯联合酋长国的某些政府官员。

## 媒体揭发丑闻
2015年3月，《砂拉越报告》和《The Edge財經日報》根据所获的电子邮件资料披露，一马公司于2009月9月28日与沙地石油国际公司（PetroSaudi International）签署10亿美元联营投资计划，当中7亿美元原本应由一马公司付给联营公司，却转进马来西亚商人刘特佐成立的Good Star公司。
《华尔街日报》过后于2015年6月报导，一马公司在2012年高价购买云顶集团的发电资产，而云顶集团之后捐出一大笔款项给一马人民基金会（Yayasan Rakyat 1Malaysia）以资助国阵在第13届大选的竞选活动。然而一马公司反驳该项报导，并认为购买发电资产是基于长远投资，与政治无关。
7月3日，《华尔街日报》进一步透露一马公司的7亿美元（当年汇率约值马币26亿令吉）辗转流入纳吉的银行户口。各方媒体也开始关注此报道，而纳吉本身强调不曾占有一马公司的资金，声明该项报道存有恶意指控成分，并认为马来西亚国内有股势力要逼他下台。他也指示代表律师向该报发出律师信要求澄清。
同年9月，《华尔街日报》继续报导一马公司再有一笔高达14亿美元的款项下落不明。据称，一马公司已经支付14亿美元抵押金给阿联酋的投资臂膀——国际石油投资公司，但该公司并未收到付款。这笔款项与一马公司收购发电厂有关，国际石油投资公司替一马公司的35亿美元债券作担保，以协助融资收购发电厂，并选择以收购发电厂49%股权或抵押债券作为回报。
2016年3月，《华尔街日报》再揭发纳吉于2011至2014年之间，在美国、马来西亚、意大利等地使用近1,500万美元（约5,880万令吉）购买服饰、珠宝及名车。根据马来西亚调查单位取得的银行汇款资料显示，这些钱大多数来自一马公司。
同年4月，《华尔街日报》指出一马公司于2012年将1亿5,500万美元（4亿6,500万令吉）资金辗转汇入纳吉继子里扎阿兹所成立的红岩影片公司。该制片公司耗资1亿美元（3亿9,000万令吉）邀请名导演马丁斯科塞斯执导《华尔街之狼》。

## 马来西亚时任政府采取的行动

### 特工队
《华尔街日报》于2015年7月3日报导一马公司的26亿令吉资金流入纳吉·阿都拉萨银行户口，当时的政府随即面对极大舆论压力，时任副首相慕尤丁于7月4日促请政府机构立即调查一切针对纳吉的指控。
时任总检察长阿都干尼·巴代当日说，由反贪会、警方和国家银行三方所组成的特工队已开始调查此事，并突击检查3家公司取得相关文件。7月7日，阿都干尼表示特工队已冻结6个涉及此案的银行户口，另有媒体报导其中3个户口为纳吉所有。然而，特工队的调查报告事后被当时的政府列为官方机密。
8月8日，时任警察总长卡立表示警方已经对某些反贪污委员会成员展开调查，因为他们涉及“泄露国家机密”。卡立亦称还没有任何调查显示纳吉在一马公司事件上犯错。

### 查禁媒体
2015年7月27日，时任政府吊销《The Edge周刊》和《The Edge财经日报》的出版准证，为期3个月，因为这两份刊物针对一马公司的报道“会损害或可能破坏公共秩序和安全，可能会引起舆论恐慌，或可能会损害公众和国家的利益”。The Edge媒体集团出版人何启达回应称无法理解为何揭发一项数十亿令吉的骗局可以被解读为损害公众和国家利益。他指称吊销准证是为了打压两份刊物，使其闭嘴。
2015年8月，马来西亚通讯及多媒体委员会以威胁国家安全为理由，封锁《砂拉越报告》网站，该网站广泛报导关于一马公司丑闻和净选盟4.0集会的讯息。同月，警方向《砂拉越报告》主编克莱尔发出逮捕令，并向国际刑警组织要求发出红色通缉令。但是国际刑警组织拒绝要求，同时忠告马来西亚不要滥用国际刑警管道。

### 撤换政府高官

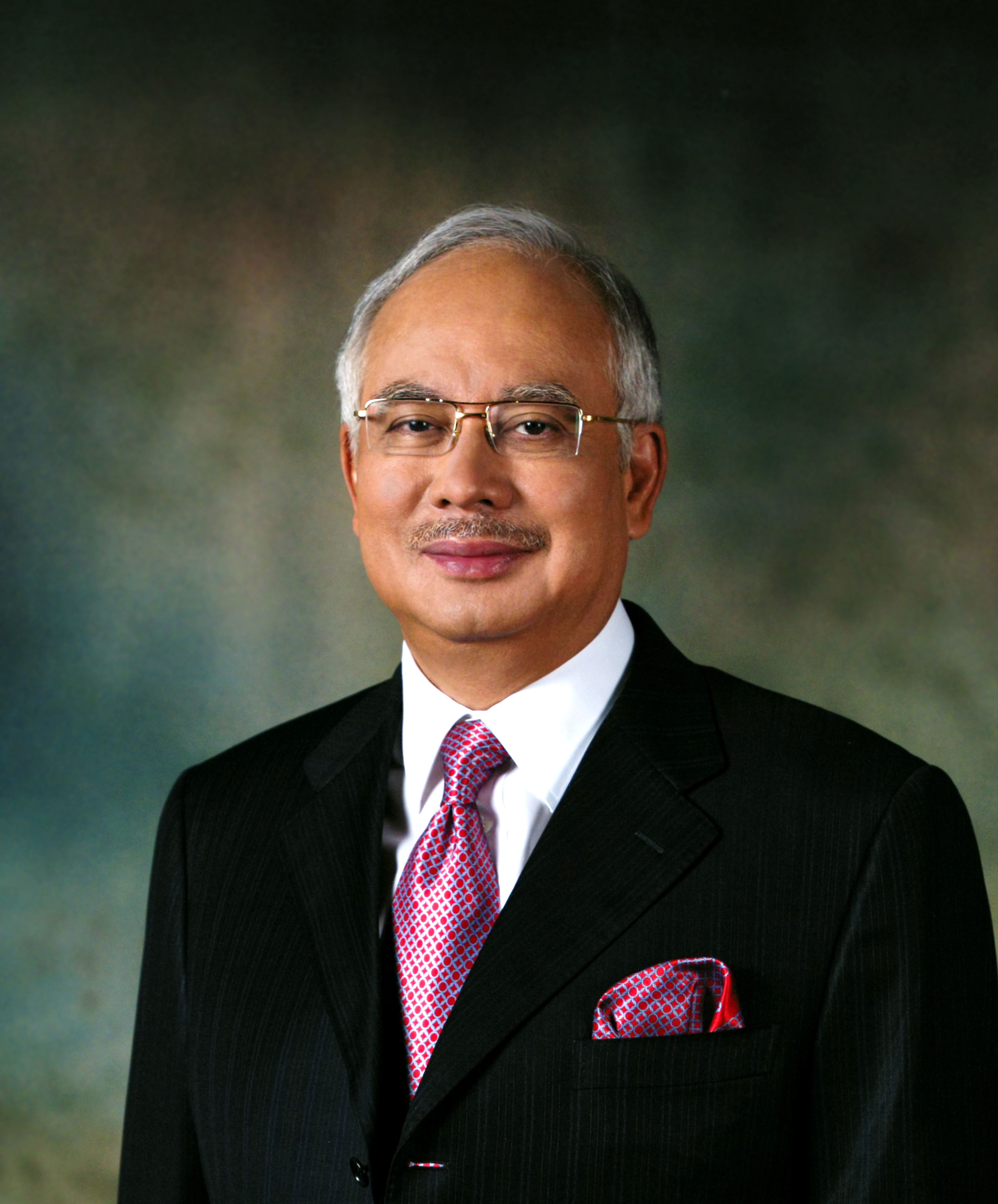
时任首相纳吉撤换政府高官

2015年7月28日，时任首相纳吉宣布，解除慕尤丁的副首相职务，改由阿末扎希担任该职。纳吉表示内阁成员不应在公开场合发表可以影响大众对政府和国家印象的意见。据称，慕尤丁曾与访客谈起纳吉26亿令吉汇款案，而访谈内容遭人录影后在网站流传。
同日，纳吉政府宣布，总检察长阿都干尼·巴代基于健康理由，终止职务，由联邦法院前法官莫哈末阿班迪阿里接任其职。阿都干尼事后表明他的健康状况良好。据说他当时准备提控纳吉，但当天早上就被立即革职。

### 皇室捐款
2015年8月，新任副首相阿末扎希指出，流入纳吉户口的26亿令吉是中东捐献给纳吉的款项。阿末扎希说他本身曾经会见捐献者的代表，亲眼看过户口转账文件，一切都没问题，而中东捐献者欣赏马来西亚中庸回教国的多元社会模式，献金是要确保国阵与巫统继续赢得全国大选。马哈迪回驳，称中东人捐献是一派胡言，中东人虽然慷慨，但不至于如此大手笔捐献。马哈迪促请纳吉及其支持者停止认为马来西亚人是愚蠢的，因为没有人会相信26亿令吉是捐款。他也要求阿末扎希拿出证据，以证明流入纳吉户头的金钱确实为“来自中东的捐献”。
2016年1月26日，新任总检察长阿班迪宣告，纳吉没有涉及任何刑事犯罪行为。阿班迪在记者会指出下列两点：
- （1）针对“捐款案”，反贪会的调查证实纳吉个人户口的6亿8,100万美元乃是沙特皇室以个人名义捐给纳吉的献金，该笔钱于2013年3月22日至4月10日间汇入纳吉个人账户，而沙地皇室捐款人并未要求任何回报。阿班迪说明，纳吉只使用了其中的6,100万美元，其余大部分款项已在2013年8月退还给沙地皇室。阿班迪认同没有证据显示该笔捐款的目的是用来贿赂纳吉。[50][51][52]
- （2）针对“SRC案”，阿班迪表示根据现有证据，纳吉并不知道4,200万令吉是从SRC国际公司账户转入其私人户口，也没有证据指出纳吉批准SRC国际公司账户汇款到他的私人户口，而且纳吉以为所有的款项都是之前沙特皇室家族的捐款。[50]

之后，《纽约时报》于2016年2月报道，沙地阿拉伯外交部长朱拜爾相信26亿令吉是一项投资，他认为这笔钱不是来自沙地政府，也不是政治献金。但他在两个月后改口声称26亿确实是来自沙地阿拉伯的捐款。
尽管如此，美国司法部于2016年7月20日公布最庞大充公案，其诉状有不同的说法，直指汇款给纳吉的款项是来自刘特佐的伙伴陈金隆（Eric Tan Kim Loong）的账户，间接驳斥皇室捐款的论调。

### 国家银行罚款
国家银行于2015年10月9日宣布，撤销一马公司在海外总值18亿3,000万美元（约75亿3,900万令吉）的投资许可，并指示一马公司把该笔资金调回国。一马公司从2009至2011年，分3次汇出该笔资金作为和沙地石油国际公司的合资用途，而当时一马公司向国家银行提供不准确或不完整的资料，以便取得向外汇款的批准。
2016年4月28日，国家银行基于一马公司未遵守调回资金的指示，因而违反了《2013年金融服务法令》，在得到总检察署许可后，向一马公司祭出1,500万令吉的罚款。

### 起诉林良实诽谤
2015年10月27日，纳吉入禀高庭起诉马华公会前总会长林良实诽谤。他在诉状中指控，林良实于该年10月3日出席一项拉曼大学学院活动时发表指责他滥用一个马来西亚发展有限公司资金的诽谤言论，并刊登在新闻网站。2018年5月22日，纳吉撤回诉讼，并同意支付2万5,000令吉的堂费。

## 马来西亚2018年大选后重新调查

### 调查委员会及特别调查队
2018年5月9日，马来西亚举行第14届大选，马哈迪·莫哈末领导的希望联盟取得胜利。5月12日，马哈迪宣布成立国家元老理事会以辅助新政府，理事会成员包括前财政部长达因、前国家银行总裁洁蒂、前国油主席哈山玛力肯、大马富豪郭鹤年和经济学家佐摩。此外，马哈迪政府也成立一马公司调查委员会和特别调查队，以探讨如何索回一马公司弊案中属于政府的资金、追查和充公涉案资金和资产，以及提控犯法者。特别调查队的成员包括前总检察长阿都干尼·巴代、反贪污委员会前主席阿布卡欣，现任主席苏克里，及前警队政治部副总监阿都哈密·巴多尔。
2018年6月，特别调查队冻结408个涉及个人、政党及非政府组织的银行户口，总金额高达11亿令吉。这些银行户口据信与滥用及欺诈一马公司资金有关，涉及交易接近900项。

### 提控纳吉
2018年5月12日，马来西亚移民局证实，因纳吉夫妇涉嫌貪污案，已被列入黑名单，禁止出境。5月16和17日，警方以调查一马公司案为由，突击与纳吉有关的住宅和办公室，搜获大批现款、首饰、手提袋及名表等财物，总值或高达11亿令吉。该起行动中警方起获的首饰超过1万2000件，亦充公了由26个不同国家货币组成、折合马币1亿1670万令吉的现款。警方表示，这是马来西亚有史以来充公数额最大的充公案。
7月3日，前首相纳吉遭反贪会逮捕，并于次日在吉隆坡地庭面控。纳吉共面临四项指控，其中三项为刑事法典第409条文下的失信罪，剩余一项则为滥用SRC国际有限公司（一马公司的子公司）4200万令吉的贪污罪。纳吉否认所有控状，并在缴交100万令吉保释金、两名担保人作保及交出国际护照后获准保外候审。
8月8日，纳吉被追加3项洗黑钱的指控。首项控状指纳吉于2014年12月26日，在吉隆坡大马伊斯兰银行，以他的个人户口接收了2700万令吉，而这笔款项实为非法活动的收益。次控状指纳吉于同日同地点，接收500万令吉的非法款项。第三项控状指纳吉于2015年2月10日，在相同地点接收1000万令吉的非法款项。
9月19日，纳吉因涉嫌一马公司舞弊案而再遭反贪会逮捕，该案中纳吉被指涉嫌以个人银行户口接收了一笔数额高达26亿令吉的汇款。次日，他在大马反贪法令第23（1）条文下，面对21项洗黑钱及4项贪污受贿的控状。纳吉否认所有控状，并以500万令吉保外候审。
2019年4月3日，纳吉涉嫌的SRC国际有限公司4200万令吉的贪污罪案开始受审。2020年7月28日，纳吉在与SRC相关的所有七项指控中被判有罪，并被判处12年监禁和2.1亿令吉的罚款。在该案件中，上诉法院和联邦法院分别于2021年12月8日和2022年8月23日维持对纳吉的定罪和判刑。

### 提控刘特佐等人
2018年8月24日，总检察署以洗黑钱罪名提控一马公司丑闻关键人物刘特佐与其父刘福平，并向法庭申请逮捕令，以便引渡相信匿藏在国外的刘氏父子。
12月4日，总检察署再次提控刘特佐，控状指控刘特佐涉及金额高达10.3亿美元的洗钱活动。与刘特佐关系密切的陈金龙（Eric Tan Kim Loong）、唐敬志（Casey Tang Keng Chee）、卢爱璇（Jasmine Loo Ai Swan）及吴卓兴（Geh Choh Heng）也面临洗黑钱控状。
目前在逃的刘特佐被马来西亚、新加坡和其他国家通缉。马来西亚已经向国际刑警组织申请红色通缉令，向阿联酋、印尼、印度、中国及香港等国家或地区寻求协助，以尽速逮捕刘特佐。

### 拍卖豪华游艇

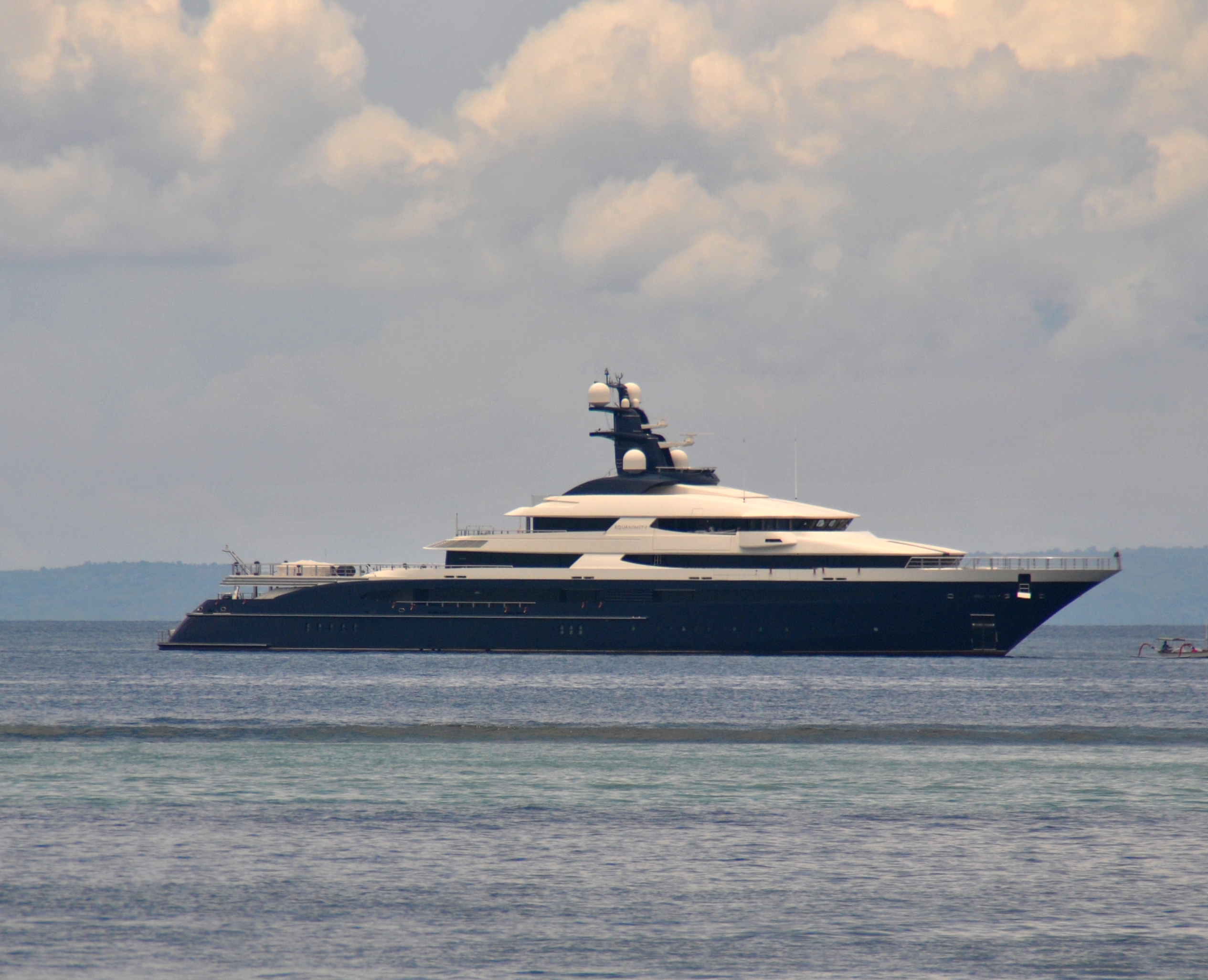
“平静号”豪华游艇被拍卖

2018年2月28日，刘特佐拥有的“平静号”豪华游艇在峇厘岛遭印尼警方扣押，该艘游艇估计价值超过2亿5000万美元（约9亿8120万令吉）。美国司法部相信刘特佐购买该艘游艇时使用了一马公司的资金。印尼政府于8月7日将该游艇归还给马来西亚。
同年8月，马来西亚海事高等法庭批准公开拍卖这艘豪华游艇，并于次年4月批准将该游艇以1亿2600万美元出售给云顶马来西亚有限公司，售卖净所得则转入一马公司资产回收户口。

### 高盛集团
2018年6月9日，马来西亚希盟政府向美国司法部提出申请，要求索回高盛集团协助一马公司出售债券时赚取的6亿美元（23亿9021万令吉）利润。
12月17日，马来西亚政府对高盛提出刑事诉讼，要求法庭对高盛和被控4人处以33亿美元以上的罚款。罚款数字涵括了高盛涉嫌挪用的金额，以及高盛在这些交易中获得的6亿美元额外手续费。此外，检方还要求对4人判处最高10年的监禁。前高盛东南亚董事长提姆·莱斯纳（Tim Leissner）是被控4人中的其中一位。之前，莱斯纳于11月10日在美国承认对高盛隐瞒了部分事实，当中包括刘特佐通过贿赂马来西亚和阿布扎比官员获得了银行业务。美国法庭勒令充公莱斯纳的4370万美元（约1亿8227万令吉）资产。
2020年7月24日，马来西亚国盟政府同意高盛支付总额39亿美元（166亿令吉）达成和解协议，以撤销对高盛的控状。9月4日，马来西亚联邦法院宣判高盛国际公司、高盛（亚洲）和高盛（新加坡）三造面对的12项刑事控状无罪释放。唯保留新加坡高盛集团前银行家黄宗华4项教唆高盛的控罪。
2020年10月22日，高盛的亚洲子公司承認违反了《海外反腐败法》，將支付29億美元的罰金。在全球範圍內，包括马来西亚、新加坡、香港、英國，高盛將總計支付50多億美元的罰金。
2020年7月24日，高盛集团与马来西亚国盟政府达成和解协议，愿意归还166亿令吉（39亿美元）与一马发展公司弊案相关的资金。

### 篡改审计报告
2018年11月25日，马来西亚总审计司玛蒂娜发文告说，纳吉与其机要秘书苏克里曾先后指示删除和修改一马公司最终审计报告的内容，遭删改之前的内容提及了刘特佐曾出席一马公司董事会会议。纳吉与其机要秘书发出指示时在场的人士包括了时任政府首席秘书阿里韩沙、苏克里和时任总审计司安比林。反贪会对总审计报告可能遭到窜改一事展开调查。
12月12日，纳吉和一马公司前总裁阿鲁甘达因涉及指示篡改一马公司审计报告内容，被控滥权罪名。控状指纳吉于2016年2月22日至26日期间，身为公职人员，在布城首相署指示有关人士在一马公司最终审计报告完成及提呈国会公共账目委员会前对其进行修改，以保护本身免受于与一马公司有关的纪律、民事或刑事对付。阿鲁甘达则被指与纳吉串谋，指使他人更改报告。两人否认有罪，获准各别以50万令吉及一名担保人保外候审。

## 国际调查行动
美国司法部公布高盛集团与一马发展公司合作赚取6亿美元后，高盛集团也因为这些交易，遭全球14个国家调查。

### 美国

#### 最庞大充公案

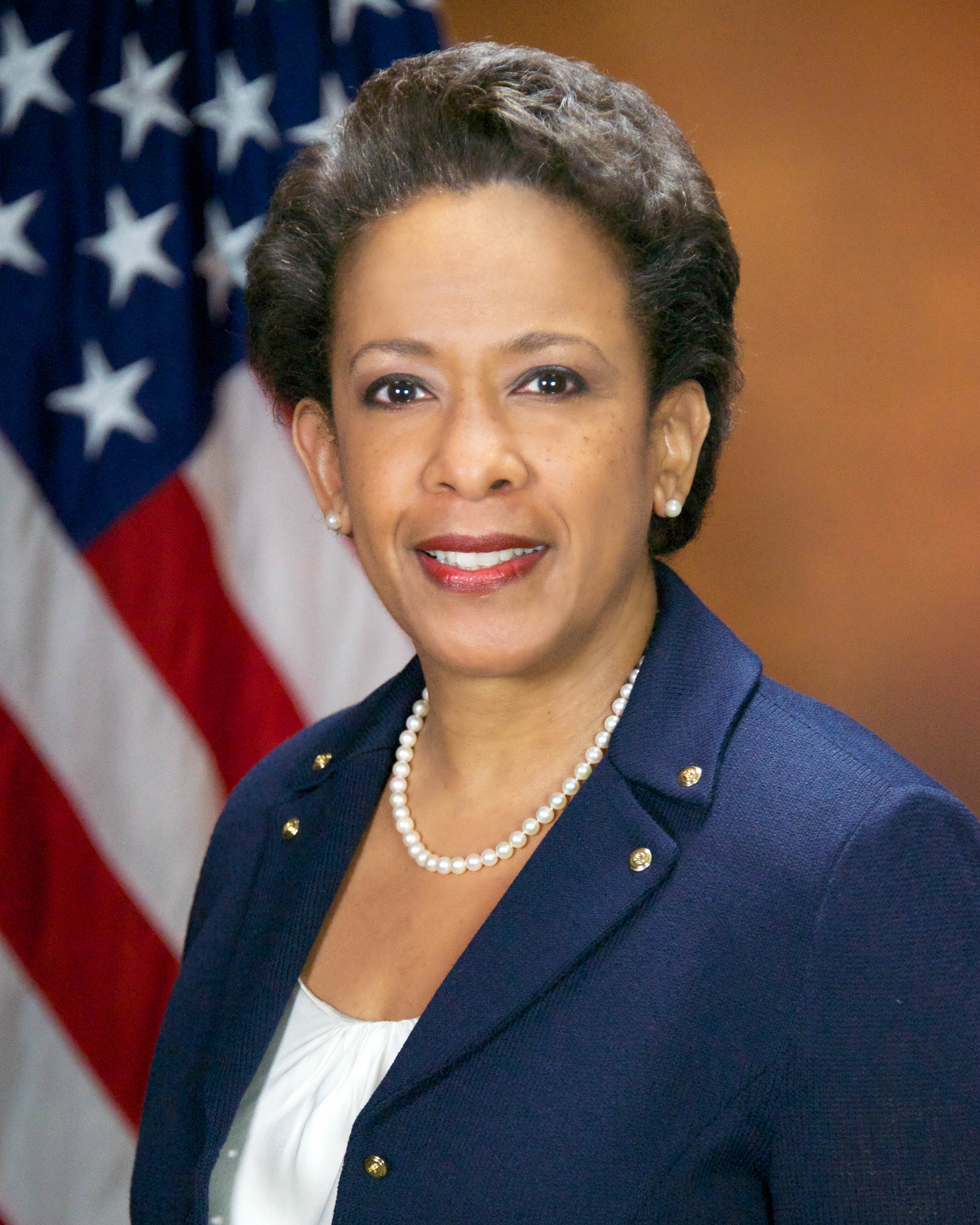
美国司法部长林奇宣布最大充公案

2016年7月20日，美国司法部长林奇召开记者会，宣布入禀法院申请充公涉及一马公司案件的超过10亿美元资产。林奇表示，这是美国有史以来最庞大的充公案，旨在打击盗贼统治。美国的最终目的是将这笔数额约30亿美元、被不当挪用的资金归还给马来西亚人民；不过，部分资金已经流失，包括用于偿还赌债和奢侈消费。
诉状厚达136页，包括12项民事诉讼，同时也申请充公17项被挪为私用的一马公司资产。诉状提及的人物包括：
- “一号大马官员”（Malaysian Official 1），简称“一号官” （MO1）：在诉状中被点名36次，提及此人涉嫌贪腐。林奇解释本次诉讼目的只是在充公资产，因此在诉状中未点名此人姓名，但诉状内容表示，此人与时任首相纳吉继子里扎（英语：Riza Aziz）属于亲戚关系，且为一马公司显要人物。[104]2016年9月1日，马来西亚前首相署部长阿都拉曼达兰坦承此人就是纳吉；[105]
- “一号一马公司官员”、“二号一马公司官员”和“三号一马公司官员”：皆为一马公司成员，分别是执行董事唐敬志（Casey Tang Keng Chee）、首席执行员沙鲁哈米（Shahrol Azral Ibrahim Halmi）、法律顾问与集团策略执行董事卢爱璇（Jasmine Loo Ai Swan）；[106]
- 三名马来西亚人士：马来西亚富豪刘特佐、时任首相纳吉继子里扎、刘特佐生意伙伴陈金隆（Eric Tan Kim Loong）；[106]
- 两名非马来西亚籍人士：阿布扎比主权基金国际石油投资公司（英语：International Petroleum Investment Company）前执行董事兼其子公司阿尔巴投资PJS公司前主席卡迪·库拜西（英语：Khadem al-Qubaisi）、前阿尔巴投资PJS公司首席执行员穆罕默德·阿哈邁德·巴达维·侯賽尼（Mohamed Ahmed Badawy Al-Husseiny）。[106]

美国政府申请充公的资产包括了在美国购买的豪宅与酒店、支付拉斯维加斯赌场的赌博费用、花费超过2亿美元购买的梵高与克洛德·莫奈的画作艺术品、EMI唱片公司音乐出版权股份、好莱坞电影《华尔街之狼》的资助金、价值3500万美元的飞机等。

#### 后续充公案
2017年6月15日，美国司法部再度针对一马公司资金被挪用事件提起诉讼，寻求充公涉及欺诈案当中的房产和其他资产，总值5.4亿美元（约23亿令吉）。此次诉讼中该部寻求充公16项资产，包括“平静号”豪华游艇和送给奥斯卡最佳男演员迪卡普里奥的高价艺术作品。

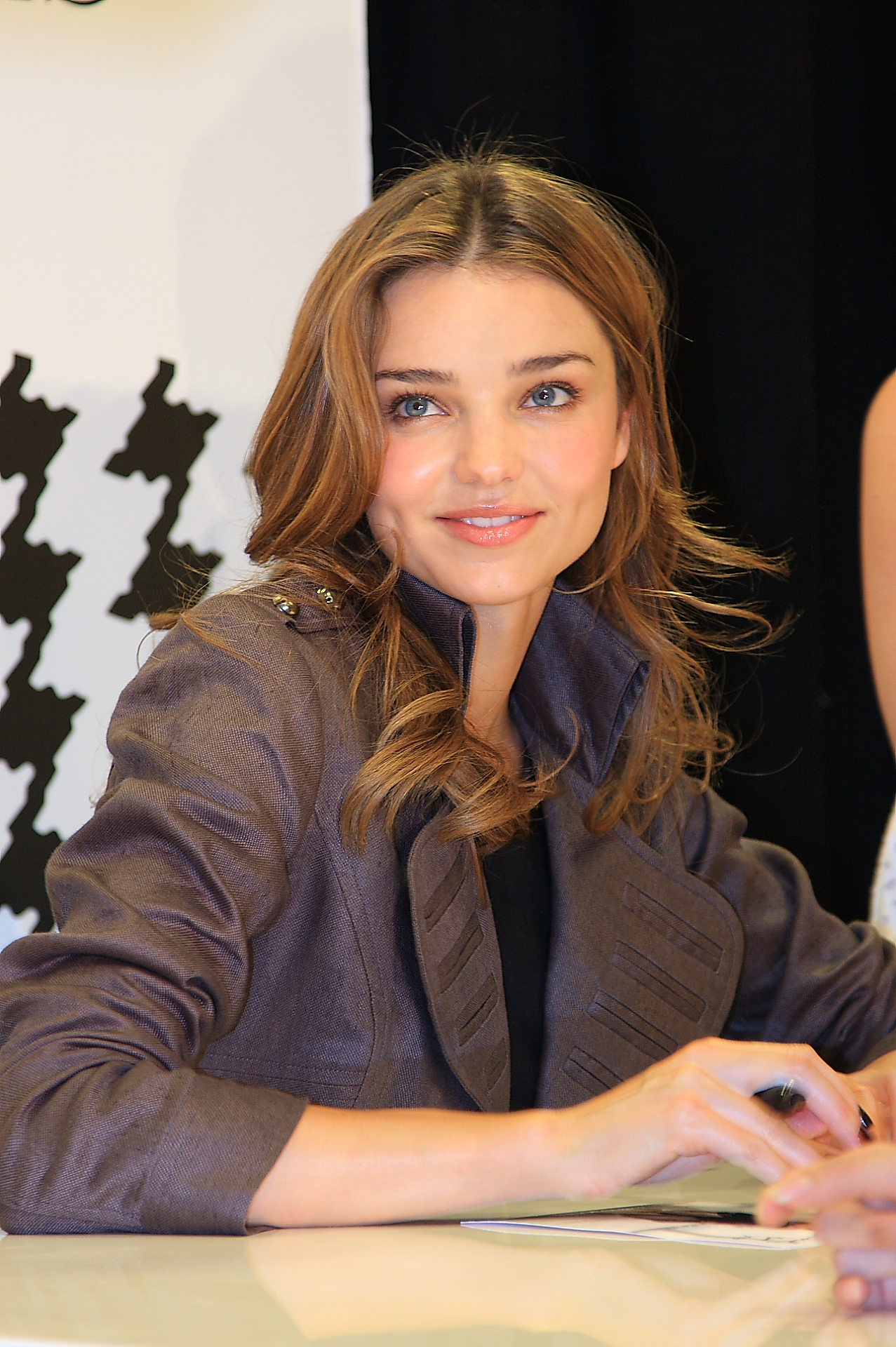
澳洲名模米兰达·凯尔将刘特佐赠送的珠宝交给美国司法部

同年6月23日，随着奥斯卡最佳男演员迪卡普里奥将“小金人”奖座交给负责调查一马公司洗黑钱案件的美国调查单位后，澳洲名模米兰达·凯尔也将刘特佐赠予她的价值810万美元的珠宝交给美国司法部，这些赠品涉及滥用一马公司资金购得。
2018年3月7日，红岩电影公司同意向美国政府分3期缴付6000万美元（约2.3亿令吉）以达致和解，免遭美国政府充公资产。红岩电影公司拥有人为纳吉继子里扎，出资拍摄《华尔街之狼》等电影，资金源于一马公司。
同年11月30日，时任美国司法部高级众议院事务专家乔治·希金博特姆（George Higginbotham）承认，于2017年协助刘特佐在美国开设银行户口，随后将外国资金转进美国，试图游说美国官员和影响美国司法部对一马公司的调查。美国司法部入禀法庭提出民事诉讼，申请充公4个银行账户内近7400万美元资金，这些户口与刘特佐直接有关。
2020年9月2日，美国司法部宣布与前任首相纳吉的继子里扎阿兹达成和解协议，充公对方涉嫌挪用一马公司资金购置的逾6000万美元（约2亿4900万令吉）资产。

#### 刑事诉讼案
2018年11月1日，美国司法部首次对一马公司案提出刑事诉讼，指控前高盛银行家提姆·莱斯纳（Tim Leissner）和黄宗华（Roger Ng）两人与刘特佐共谋，从一马公司盗用数十亿美元，进行非法洗黑钱。莱斯纳承认帮助洗黑钱并违反《海外反腐敗法》（Foreign Corrupt Practices Act），被充公4370万美元。黄宗华和刘特佐涉嫌违反《反海外腐败法》，亦涉及洗黑钱，因此被起诉。黄宗华后于马来西亚被逮捕，而刘特佐则仍在潜逃。
随着美国司法部和马来西亚政府正式起诉一马公司弊案相关疑犯后，新加坡金融管理局也做出相对回应，于2018年12月19日终身禁止莱斯纳直接或间接参与新加坡任何一家资本市场服务公司管理，或从事任何受新加坡证券与期货法令监管活动。
2019年3月13日， 美国联邦储备局因一马公司弊案罚款莱斯纳140万美元，并下达禁令，黄宗华与莱斯纳二人终身不得再涉足银行业。
7月4日，莱斯纳也因涉及多项一马公司交易，遭香港证券及期货事务监察委员会严格惩处，终生不得重回业界。
12月16日，美国证券交易委员会惩处莱斯纳终身禁止从事证券行业，作为与美国证监会的部分和解协议。
2020年10月9日，曾担任美国总统唐纳德·特朗普的前募款人埃利奥特·布罗伊迪（Elliott Broidy）被美国司法提控游说美国高层及司法当局停止对一马基金案件的调查。同年10月20日，他在华盛顿特区法庭由联邦法院法官科琳科拉尔科特利承审的庭上，承认密谋违反外国代理人注册法（FARA）的控罪。面临最高5年监禁，以及同意被充公660万美元。

### 瑞士
2015年8月，瑞士金融市场监察局表示已着手调查银行是否涉及一马公司商业交易。根据《华尔街日报》前个月报道，调查员调查后发现疑是纳吉的个人户口曾经从马来西亚汇款到新加坡瑞士安勤私人銀行户口，金额约7亿美元（折合当年汇率约26亿令吉）。
同年9月，瑞士总检察署表示，已经冻结在瑞士银行数个户口数额高达数千万美元的资金，并对一马公司两名高层人员展开刑事调查。
2016年1月，瑞士总检察长麦克·劳勃（Michael Lauber）指出，一马公司40亿美元公款被挪用，要求马来西亚政府协助调查。同年11月，麦克表示，瑞士曾两次要求马来西亚提供司法协助，但时任政府当局不回应要求。
2018年3月15日，瑞士国会否决将一马公司资金归还马来西亚的动议，该资金超过1亿美元。据称，从可疑交易中银行没收的资金，通常归为瑞士的国家预算。然而，瑞士总检察长于7月10日表示，瑞士不会利用扣押非法资产以自肥，将根据法律义务归还资金。他说一马公司共有70亿美元（约280亿令吉）流经全球金融体系，而瑞士政府已冻结与一马公司相关的4亿瑞士法郎（16亿2000万令吉）。

### 新加坡
2016年7月21日，新加坡总检察署、警察商业事务局及金融管理局联合发表文告，宣布充公总值2亿4000万新币（7亿1520万令吉）的银行账户和资产，而其中一半或1亿2000万新币的资金属于刘特佐及其家属所有。新加坡金管局已完成调查瑞意银行（BSI Bank），并撤销其商业银行的资格，因为该银行严重违反洗黑钱的管制，而且银行管理疏忽，职员亦行为不当。
12月23日，新加坡瑞意银行前财富规划员杨家伟涉及一马公司案被控，面对11项控状，包括4项企图妨碍司法公正的罪状。之后，他被判监两年半。杨家伟被指于2016年3月教唆他人向警方提供假资料、销毁电脑，以及不要入境新加坡，以免被商业事务局传召问话等。据称，杨家伟与刘特佐密切往来，并非法赚取2600万新元（约8060万令吉）的秘密收入。
2017年7月12日，涉及一马公司案的杨家伟，在洗黑钱和欺骗罪名下，被加判坐牢4年半。据称这是新加坡法庭就一马公司案件所判最长的刑期。
2020年10月23日，新加坡商业事务局、金融管理局以及总检察署根据高盛集团与美国司法部订立暂缓起诉的协议发表联合文告，指高盛集团新加坡子公司在一马发展公司债券发行项目中的角色，需支付6100万美元（约2亿5315万令吉）给大马当局。同时，新加坡司法机构向高盛新加坡子公司发出36个月有条件警告，并在5天内支付1亿2200万美元（约5亿630万令吉）给新加坡政府。总共需支付1亿8300万美元（约7亿5945万令吉）。同日，新加坡金融管理局向瑞士瑞意银行新加坡分行前财务规划经理凯文麦可发出禁止令，终身不得参与新加坡证券期货法（SFA）管辖的金融活动，以及在财务顾问法令（FAA）下从事财务规划服务。

### 澳洲
2015年11月3日，阿维斯陀资产管理有限公司（Avestra Asset Management Ltd.）因将客户资金投入可疑资产而带来风险，被澳大利亚监管机构清算。据称，一马公司数十亿美元资金经过了沙特阿拉伯和开曼群岛，流向澳大利亚，而阿维斯陀资产管理在管理一马公司23.2亿美元的资金方面扮演重要角色。
2017年1月10日，澳大利亚联邦警局继美国、瑞士和新加坡之后，加入调查一马公司洗黑钱案件，以确定当地是否隐藏了源自一马公司的非法资金。澳洲联邦警局也协助美国、瑞士及新加坡当局追查一马公司被窃取35亿美元（约50亿新元）资金的案件。

### 阿拉伯联合酋长国
2016年4月，阿拉伯联合酋长国（阿联酋）宣布冻结卡迪·库拜西和莫哈末阿末巴达维（Mohamed Ahmed Badawy Al-Husseiny）的财产，并禁止他们离境。卡迪是国际石油投资公司的前董事总经理，而莫哈末阿末巴达维是国际石油投资公司的子公司阿尔巴投资PJS公司（Aabar Investments PJS）的前首席执行官。据称，两者与一马公司有密切联系，利用阿尔巴投资公司将一马公司有关资金汇至各地银行户口。
同年6月，阿联酋警方逮捕卡迪，以调查卡迪在一马公司案件中扮演的角色，其中包括涉嫌欺诈和贪污。
2020年10月，阿布扎比国际石油投资公司（IPIC）宣布将撤回对高盛集团的诉讼，不追讨该公司，与一马发展公司，和高盛集团交易之中遭受的损失。

### 英国
2016年5月，随著各国展开调查，英国严重欺诈办事处也亲自调查一马公司涉及洗黑钱的非法行为，因为英国的苏格兰皇家银行在瑞士苏黎世设有分行，而该分行也是涉及处理一马公司海外汇款的金融机构之一。
2018年6月12日，英国政府承诺协助马来西亚政府调查一马公司案，并同意将归还一切与一马公司有关的资产。同年10月，马来西亚新执政的希望联盟政府入禀伦敦法庭，挑战一马发展公司和阿布扎比国家石油公司（IPIC）涉及57亿8000万美元（约241亿6040万令吉）的和解协议。
2021年11月4日，英国伦敦法官批准马来西亚继续追究阿布扎比国家石油公司 (IPIC) 和Aabar Investments公司在1MDB丑闻中的索赔时效。

### 香港
2015年9月，香港警方依据前巫统峇都加湾区部副主席斯里凯鲁丁的报案，开档调查纳吉疑似存放在瑞士信贷香港分行的2亿5000万令吉存款（约11亿令吉）。
2016年5月，香港有关当局冻结和调查多个个人银行户口，这些户口被指与一马公司有关。
2020年10月22日，香港证监会就高盛集团香港子公司在一马公司的监控方面犯有严重失误和缺失，令一马公司于2012年及2013年透过三次债券发售筹得的款项中有26亿美元被挪用，被香港证监会罚款3.5亿美元。

### 印尼
2018年2月28日，印尼根据美国司法部的要求，扣押停泊在峇厘岛的“平静号”豪华游艇。这艘游艇在开曼群岛注册，价值超过2亿5000万美元（约9亿8120万令吉），拥有人是一马公司关键人物刘特佐。
同年8月，印尼按照司法协助条约（Mutual Legal Assistance Treaties），把涉及一马公司弊案而被扣押的“平静号”豪华游艇归还给马来西亚。

### 卢森堡
2016年4月1日，卢森堡国家检察官针对一马公司被指涉及数亿美元洗黑钱交易，展开司法调查。检察官表示，有证据显示一马公司在新加坡、瑞士和卢森堡岸外户口的资金被滥用，因此当局开始调查4宗于2012年、1宗于2013年进行的共数亿美元的交易，追究资金的来源。
2017年6月22日，卢森堡金融监管委员会决定，对涉案的罗斯柴尔德银行处以将近900万欧元（约1400万新元）罚款。据称前一年，与一马公司合作的国际石油投资公司前董事经理卡迪，曾通过罗斯柴尔德的Vasco信托户口，接收一马公司4.73亿美元（约6.6亿新元）的非法活动资金。
2018年5月20日，卢森堡司法当局表示，因为一马公司涉嫌洗黑钱的丑闻，卢森堡政府在两年前已冻结一笔1亿美元（约3.97亿令吉）的款项，期盼现任政府能够提供近期案件调查的新线索。

### 塞舌尔
2016年4月24日，位于印度洋群岛的塞舌尔共和国金融情报部门表示，该国协助国际调查一马公司案，任何在塞舌尔注册的离岸公司资料都将交给相关国家的机构调查。

### 马来西亚
2024年12月20日，一马发展公司及其子公司入禀英属维尔京群岛，提出对傲明集团（Amicorp Group）及该公司首席执行员托因克尼平（Toine Knipping）的法律诉讼，指控该公司服务供应商涉嫌协助逾70亿美元的欺诈交易。一马发展公司发言人指出，该公司对傲明集团8个实体提出相关诉讼，指控傲明集团在2009年至2014年期间，建立并管理一个错综复杂的空壳公司网络、虚假交易和欺诈性金融结构，以掩盖一马发展公司被盗的70多亿美元资金的流动。此外，一马发展公司指出，提出该诉讼的关键要素是傲明集团在巴巴多斯注册的银行Amicorp Bank涉嫌参与，利用基金实体和银行服务反复在一马发展公司的子公司之间循环资产，造成被盗资产是合法投资的假象。总部位于香港的傲明集团在声明中表示，在一马发展公司在英属维尔京群岛主权财富基金提出超过10亿美元的法律索赔后，傲明集团将在法庭上为自己辩护，并对寻求的赔偿金额提出异议。

## 追回一马公司资产
自从2018年大选之后重新调查一马公司丑闻以来，马来西亚已经追回一马公司资产价值3亿2200万美元（马币13亿元）。
所收回的资金包括马来西亚经由法庭批准出售“平静号”豪华游艇给云顶集团所得1亿2600万美元，美国司法部脱售刘特佐在纽约曼哈顿的柏寧酒店股权所得1亿3900万美元，以及美国处置红岩电影公司的充公案所得净额5700万美元。该笔净额已扣除了调查、没收和诉讼等费用，并汇回给马来西亚。
除此之外，另一笔与一马公司有关的5000万新币（1亿5200万马币）已由新加坡法院判定可以退回给马来西亚。
马来西亚正与至少六个国家合作以追回一马公司被盗用约45亿美元的资产，当中包括美国司法部寻求没收的资产预估约17亿美元（马币70亿元）。
2020年2月24日，马来西亚希盟政府倒台后，美国司法部一度因为大马政局不明朗，决定延后归还2亿4000万美元的1MDB资金予大马。4月15日，新任首相慕尤丁宣布，美国已将一马公司被盗用的3亿美元（约12亿9800万令吉）归还给大马。
5月6日，美国司法部通过财产充公民事诉讼与国际石油投资公司（IPIC）前董事经理卡迪（Khadem Abdulla Al Qubaisi）达成和解协议，成功追讨回涉及一马发展公司的逾4900万美元（2亿1150万令吉）资金。
7月24日，高盛集团与马来西亚國盟政府达成和解协议，愿意归还166亿令吉（39亿美元）与一马发展公司弊案相关的资金。截至7月25日，一马发展公司弊案所归还的资金总额为190亿令吉。但是，前朝执政党希望聯盟对此和解协议表示质疑，认为该协议的赔偿对马来西亚不划算。同时也表示不同意高盛集团之前提出的归还17亿5000万美元（约74亿3750万令吉）的提议，因为时任希盟政府索取的总额是75亿美元（约318亿7500万令吉）。
2021年1月22日，马来西亚财政部长东姑赛夫鲁接受彭博社关于马来西亚GDP的专访中，称政府已收回了与一马发展公司有关的约154亿令吉现金和资产。
2021年2月26日，大马银行集团同意支付28亿3000万令吉的赔偿金，以解决旗下公司涉及的一马公司案件的所有诉讼与索偿。
2021年3月3日，马来西亚财政部宣布，国际会计公司德勤同意支付3亿2400万令吉和解金，解决所有与一马公司、SRC国际公司，在2011年至2014年有关账目的会计责任索赔。
2022年7月21日，财政部长东姑扎夫鲁在國會下議院表示，截至2022年6月30日，從一马公司收回的各种外币的资金總額达192亿8000万令吉，而其中108亿4000万令吉已用以偿还1MDB债务。
2024年6月14日，美国驻吉隆坡大使馆宣布，经过美国调查后，已归还与一马发展公司弊案相关的1亿5600美元资产，这些资金是美国司法部调查后归还给马来西亚的第四笔资产。
2024年8月29日，在瑞士联邦刑事法院对两名关键人物定罪后，法院下令没收他们的资产，包括瑞士和英国的房地产，以及存放在多个银行账户中的资金，总额超过2亿4000美元，并归还给马来西亚。

## 争议判决
2020年5月14日，吉隆坡地庭法院在整理前任首相纳吉·阿都拉萨的继子里扎阿兹涉及的5项挪用一马公司资金，总值2亿4817万3104美元（约10亿2593万3102令吉）的洗黑钱案件中，里扎阿兹与检方达成「和解协议」，只需归还數百萬令吉就可以获得假释（DNAA（discharge not amounting to an acquittal），檢方也要歸還里扎阿兹此前繳付的100萬令吉保釋金。根据控辩双方达成的协议，在完成交易前，检方也不會繼續提控里扎阿兹。马来西亚反贪污委员会也发文告认为，政府也可从美国司法部追回约4亿6530万令吉的资产。5月19日，法院充公从纳吉住家没收的有关一马发展公司的60万令吉，也是里扎阿兹此前与控方达致的协议之一，里扎阿兹也成为控方证人。
里扎阿茲与检方达成的协议内容充满争议，时任马来西亚总检察长依德鲁斯哈伦发文告表明，他是根据前总检察长汤米·汤姆斯“原则上”同意里扎阿兹和解条款的建议后，而采取让里扎支付罚款后获释的决定。马来西亚反贪污委员会也发文告证实汤米汤姆斯当时也同意这份「和解协议」。
汤米汤姆斯坚持否认有关同意政府撤销里扎阿茲洗黑钱的控状，并对马来西亚反贪污委员会发表的虚假声明感到彻底失望。他表示这份「和解协议」对里扎阿茲而言是‘甜心交易’，但对大马而言太糟糕了。
2024年2月24日，一马公司首席律师拉宾德拉（Rabindra S Nathan）表示，来自一马公司的指示要求他撤回针对里扎阿兹和其电影公司红岩影视（Red Granite Pictures）涉及2.48亿美元的民事诉讼，里扎阿兹的代表律师沙菲宜阿都拉表示不反对此决定。

## 重要判决

### 马来西亚前首相纳吉的判决
2019年4月3日，一马公司案主要人物，前任首相纳吉·阿都拉萨涉及的SRC国际私人公司4200万令吉洗钱案，正式宣布进入审讯阶段。经历90天的控辩阶段审讯，以及经过57天的审讯及传召57证人后，于2019年8月27日正式完成举证程序，并在同年11月11日，马来西亚吉隆坡高等法院宣判，纳吉涉及SRC国际公司3项刑事失信、1项滥权和3项洗钱案，所有控状皆表罪成立，谕令后者从12月3日开始需要出庭自辩，成为马来西亚独立以来，首位出庭自辩的前首相。之后经过30天的辩护程序后，于2020年3月11日完成自辩阶段。同年6月1日进入口头结案陈词后，于6月5日完成口头结案陈词阶段，案件进入审判程序，择定7月28日进行裁决。
2020年7月28日，一马公司案的SRC洗钱案进入世纪判决。吉隆坡地庭法院法官莫哈末纳兹兰宣判，控方成功引证，证明此案超出合理疑点，而辩方无法就控方的举证，提出任何合理疑点；宣判纳吉涉及的SRC国际私人有限公司4200万令吉资金的3项刑事失信、1项滥权及3项洗黑钱控状，全部罪名成立。各控状判监禁10年；滥权控状判监禁12年，兼罚款2亿1000万令吉；至于3项洗黑钱控状，各判监禁10年。7项罪名的刑罰总共是监禁72年和罚款2亿1000万令吉，但各项刑期同时执行，最终判处监禁12年和罚款2亿1000万令吉。
若无法缴付2亿1000万令吉的罚款，将以监禁5年来取代罚款。同时法院谕令纳吉必须缴付此前被判决的16亿9000万令吉的欠税和需要100万保释金及两名担保人才可保释。截至7月28日，纳吉前后涉及的一马公司案相关案件已经支付了总额600万令吉的保释金。纳吉在宣判结束后，透过其代表律师在7月30日向法院入禀三份申请书提出上诉。
2021年12月8日，上诉庭3师一致驳回纳吉的SRC国际公司案上诉申请，并维持高等法院的裁决。上诉庭法官之一阿都卡林（Abdul Karim）指出，纳吉在SRC持有超越其职务的利益，并将一笔40亿令吉贷款给SRC公司的行为，不仅不符合国家利益，反而造成国家蒙羞，因此没有充分的理由同意驳回高等法院法官的裁决，并称纳吉的行为是“国家之耻”（national embarrassment）。纳吉随即透过代表律师沙菲宜阿都拉以刑事诉讼第311条文规定，被定罪后有权上诉以延迟服刑为理据，获得上诉庭3师的批准等待上诉。
2022年8月23日，联邦法院五司一致驳回纳吉在SRC洗钱案终极上诉，维持原判，纳吉即日入狱到加影监狱服刑12年，成为马来西亚历史上首位被判入狱的前首相。在联邦法院驳回其最终上诉后，他于傍晚6时05分抵达加影监狱。（参见：对纳吉·阿都拉萨入狱的反应）

### 高盛集团前银行家黄宗华的判决
2022年4月8日，美国纽约布鲁克林联邦法院陪审团一致裁定前高盛集团银行家黄宗华（又称Roger Ng）1项串谋洗钱和2项通过贿赂和规避高盛内部会计审查违反了美国《海外反腐败法》（FCPA）罪名成立，将面临长达30年的监禁。黄宗华是高盛集团首名因一马公司案丑闻受审的高盛银行家。
美国东区检察官布里恩·皮斯在一份声明指出，前高盛银行家黄宗华从2012年至2013年在高盛工作参与了窃取1MDB和洗钱数十亿美元而获得了3500万美元的回扣，其中包括1MDB在2012年和2013年通过三笔债券交易筹集的资金，并将这笔钱用于贿赂。同时还密谋规避高盛的内部会计审查，以确保高盛批准对该计划至关重要的三项债券交易。此外与其他人合谋通过美国金融体系洗钱，包括购买纽约市的豪华房地产、有价值的艺术品、珠宝，并资助好莱坞电影，如华尔街之狼。在马来西亚和新加坡对1MDB展开调查后不久，黄宗华还删除了一系列他用来与刘特佐和其他参与该计划的人通信的电子邮件账户。
2023年3月9日，美国纽约布鲁克林法院宣判因帮助挪用马来西亚1MDB主权基金而被定罪的黄宗华处于10年徒刑。

### 石油公司高层欺诈的判决
2024年8月28日，瑞士联邦刑事法院判处两名瑞士籍沙特人塔里克·奥贝德 (Tarek Obaid) 和瑞士籍英国人帕特里克·马奥尼 (Patrick Mahony)犯有欺诈、管理不当及洗钱罪名成立，塔里克·奥贝德被判处7年监禁，而帕特里克·马奥尼被判处6年监禁，他们还被勒令偿还超过17.5亿美元和没收部分资产。
瑞士联邦刑事法院的声明指出，两名石油公司前高层塔里克·奥贝德和帕特里克·马奥尼的关系是学校同学，两人早在2009年就被指控创建了一家虚假的石油勘探公司「PetroSaudi」从马来西亚1MDB挪用超过18亿美元，他们与刘特佐合作建立合资企业，给人留下该公司有权代表沙特国王进行谈判。两人向1MDB董事会成员提供虚假陈述，让后者相信了PetroSaudi与沙特阿拉伯政府有联系，还声称拥有里海油田的拥有权，将为合资企业贡献大量石油资产，而实际上他们从未拥有过这样的权力。被告最初从1MDB提取10亿美元，以便购买其合资企业的股份，在2010年至2011年，他们又从该基金提取了8.3亿美元，作为合作后获得的伊斯兰贷款的一部分。其中塔里克·奥贝德至少骗取了8.05亿美元，帕特里克·马奥尼至少骗取了3700万美元，在2009年至2015年期间使用了一系列瑞士银行账户来洗钱，他们用这笔钱在瑞士和伦敦购买房地产、珠宝和私募股权，以维持他們奢侈的生活。瑞士联邦刑事法院指出，判决不同是因为兩名被告的获利不同，并且拒绝检察官要求立即拘留这两人的请求，称没有足够的确凿证据证明他们有潜逃风险，而两人都可以在判决和判决生效前提出上诉。

## 相关出版与影视
- 布朗, 克莱尔. . 文运书坊（Gerak Budaya）. 2018: 496  [2018-12-26]. ISBN 9789670311166. （原始内容存档于2018-09-17）.
- 《鲸吞亿万》，由《华尔街日报》记者汤姆莱特与布拉利霍普合著的一本书，讲述一马案的诸多内幕。
- 《窃国大盗》，由哈瓦娜（英语：Havana Marking）和山姆（Sam Hobkinson）执导。纪录片约86分钟，专注刘特佐与纳吉家庭的关系。
- 不义之财（英语：Dirty Money (2018 TV series)），2018年Netflix制作的记录片，记录了1MDB的开始。
- 《与不公相会：一个家庭如何在揭露一马公司丑闻之后绝处逢生》（Rendezvous with Injustice: How a family survived hell after blowing the whistle on the 1MDB financial scandal）ISBN:9788409460014，Laura Justo & Xavier Justo（2023）
- 《逃亡者》，2023年的纪录片，阐述了一马公司丑闻的经过，并聚焦在刘特佐身上，同时揭露他与纳吉的关系。